# Masarykovo cukroví

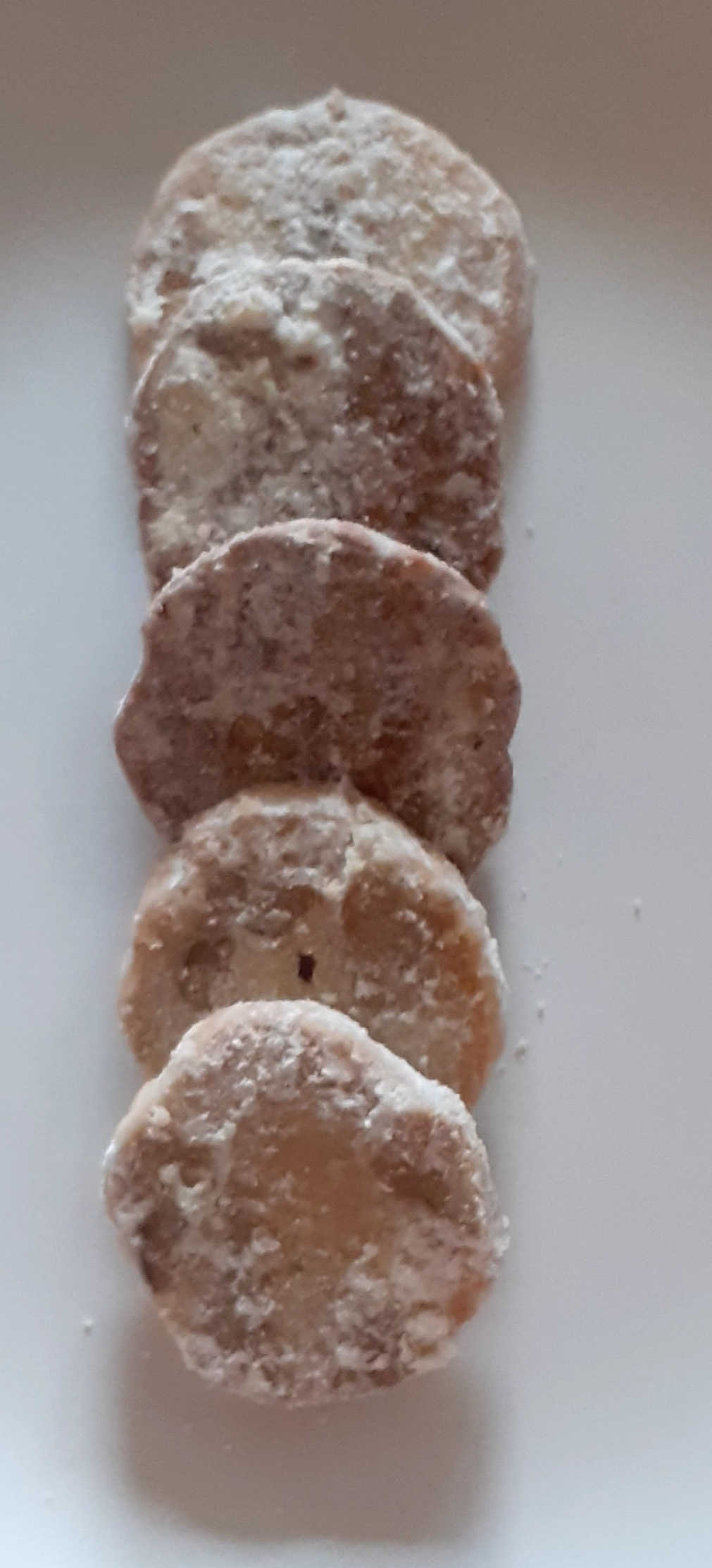
Masarykovo cukroví ve dvou barvách

Masarykovo cukroví (zřídka Masarykovy knoflíky nebo sušenky) je staročeské vánoční cukroví. Podle některých zdrojů šlo o nejoblíbenější cukroví Tomáše Garriga Masaryka.

## Recept
Těsto na Masarykovo cukroví se skládá z asi tak 170 g hladké mouky, 60 g cukru, 120 g másla a jednoho žloutku. Na těsto jsou také potřeba ořechy, které se před vpracováním do těsta musejí přes dvě hodiny namočit do vody. Do těsta se může přidat i kakao.
Z hotového těsta se pak vyválí dvě šišky, z nichž se nakrájí malá kolečka, která se dají péct. Po upečení se kolečka obalí do tlučeného cukru.